# パルマリア島
パルマリア島（パルマリアとう、イタリア語: Isola della Palmaria）は、リグーリア海岸に位置するイタリアの島。行政上はリグリア州ラ・スペツィア県ポルトヴェーネレに属する。
ポルトヴェーネレ市街の対岸に位置し、軍港ラ・スペツィアに関連した軍事遺跡や、考古学的な発見をもたらした洞窟などを有するこの島は、近隣の島や沿岸集落とともにリグーリア海岸の優れた文化的景観を形成している。ユネスコの世界遺産「ポルトヴェーネレ、チンクエ・テッレと小島群（パルマリア島、ティーノ島、ティネット島）」を構成する物件の一つである。

## 地理・歴史
パルマリア島は、ポルトヴェーネレの南方、ラ・スペツィア湾 (it:Golfo della Spezia) の湾口西端に連なるスペッツィーノ諸島 (it:Arcipelago Spezzino) の島の一つ。面積は 1.89 km2で、同諸島最大の島、ラ・スペツィア湾最大の島であるとともに、リグリア州最大の島でもある。数百mの間隔をおいて、南にティーノ島およびティネット島が所在する。また、北東にはスコラ島があり、海岸防衛のためにスコラ塔 (it:Torre Scola) が築かれている。国際水路機関（IHO）の定義によれば、ティーノ島・ティネット島とともにリグリア海とティレニア海の境界である。

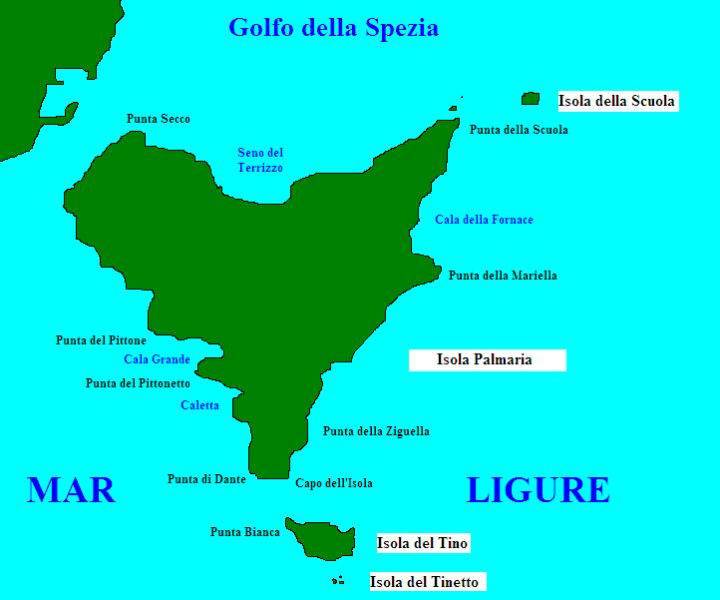
スペッツィーノ諸島

島の形状はおおむね三角形状である。ポルトヴェーネレやラ・スペツィア湾に面している側（北側）はなだらかな地形となっており、海岸線に向けてのゆるやかな斜面を典型的な地中海性の植物が覆う。人間の手も加えられており、多少の一般住居、レストランや入浴施設、海軍・空軍の施設がみられる。
一方、外海（リグリア海）に面した西海岸は、海に向かってせり出す高い崖が特徴的であり、「青の洞窟」（ボートで接近できる）など多くの洞窟がみられる。これらの洞窟へは陸上からの到達は困難である。「鳩の洞窟」には唯一ロープで降っていくことのできるが、この洞窟はラ・スペツィア湾周辺地域の考古学調査のうえで非常に重要な発見をもたらした場所として特筆される。更新世の動物（シャモア（カモシカ属の一種）やシロフクロウ）の化石化した骨がみつかっており、また、人間を埋葬した跡からは、少なくとも5000年前に人類がこの地に存在したことが証明される。
またこの島にある建築物の中には、著名な軍人にゆかりのあるものや、歴史的に興味深いものもある。かつては軍用地であったために一般人のアクセスが不可能であったが、制限が解除された後も文化財としての公式な保護の下には置かれていない。たとえば、カヴール要塞（またはパルマリア要塞） (it:Forte Cavour) 、ウンベルト1世要塞 (it:Forte Umberto I) 、現在は環境教育センターとして使われている砲台、第二次世界大戦時には軍事刑務所として用いられた塔、第二次世界大戦時に島の各所に築かれたバンカー、廃棄された沿岸砲や対空砲などである。島の南部のポッツァーレにある採石場跡は、かつては貴重な黒大理石が採掘された場所で、石の運搬に用いられたクレーンなどの工機や、労働者の住居跡が残っている。

## 登録基準
この世界遺産は世界遺産登録基準のうち、以下の条件を満たし、登録された（以下の基準は世界遺産センター公表の登録基準からの翻訳、引用である）。
- (2) ある期間を通じてまたはある文化圏において、建築、技術、記念碑的芸術、都市計画、景観デザインの発展に関し、人類の価値の重要な交流を示すもの。
- (4) 人類の歴史上重要な時代を例証する建築様式、建築物群、技術の集積または景観の優れた例。
- (5) ある文化（または複数の文化）を代表する伝統的集落、あるいは陸上ないし海上利用の際立った例。もしくは特に不可逆的な変化の中で存続が危ぶまれている人と環境の関わりあいの際立った例。